# Ugar Khurd
Ugar Khurd es una ciudad de la India en el distrito de Belgaum, estado de Karnataka.

## Geografía
Se encuentra a una altitud de 547 m s. n. m. a 611 km de la capital estatal, Bangalore, en la zona horaria UTC +5:30.

## Demografía
Según estimación 2012 contaba con una población de 21 922 habitantes.